# Los fieles sirvientes
Los fieles sirvientes és una pel·lícula espanyola de comèdia satírica del 1980 dirigida per Francesc Betriu, coautor del guió amb Benet Rosell i Gustau Hernández, on es fa una sàtira sobre les misèries humanes i sintonitza prematurament amb alguns aspectes de la posterior Paràsits de Bong Joon-ho. Fou rodada a Santa Cristina d'Aro, fou vista per 68.969 espectadors i va recaptar 56.903,47 euros.

## Sinopsi
En la luxosa masia catalana dels Bofarull el personal de servei ha preparat un gran banquet i s'espera l'arribada dels convidats. Tot està disposat, però ningú no arriba. La governanta Fernanda intenta posar ordre, el xofer Natalio està més pendent de seduir-la que d'una altra cosa, la cuinera Rafaela es nega a treballar si ningú l'ajuda, el majordom Álvarez intenta esbrinar qui roba les ampolles de vi i la donzella Eli es dedica a espiar tothom per si en pot treure profit. L'arribada d'un grup de dones manifestant-se contra l'acomiadament dels seus marits de les empreses Bofarull fa sorgir els seus prejudicis de classe, i quan arribi el personal auxiliar es faran passar pels senyors i es comportaran despòticament.

## Repartiment
- Amparo Soler Leal... 	Fernanda
- Francisco Algora... 	Natalio
- María Isbert... 	Rafaela
- José Vivó... 	Álvarez
- Pilar Bayona... 	Eli
- Paloma Hurtado 	... 	Criada rossa
- Ana Salietti
- Llàtzer Escarceller... Criat baixet

## Recepció
Va rebre la menció del Jurat a les obres espanyoles de millor qualitat a la I edició de la Mostra de València.